# Lajeado Novo
Lajeado Novo este un oraș în unitatea federativă Maranhão (MA), Brazilia.